# 由光宇
由光宇（—2024年12月3日），辽宁丹东人，中国人民解放军正军职离休干部、原兰州军区空军纪律检查委员会专职书记。

## 生平
由光宇1945年10月入伍，1947年10月加入中国共产党。历任通信员、学员、飞行员、中队长、大队长、副团长、团长、副师长、师长，乌鲁木齐军区空军指挥所副主任、主任等职。
2024年12月3日，由光宇因病于大连逝世，享年95岁。讣告刊登在2024年12月18日的《解放军报》。